# مونژ (دهانه)
مونژ یک دهانه برخوردی در ماه‌ است.